# Tsukihime
Tsukihime (月姫?  "Månprinsessan") är en erotisk visuell roman som utvecklades av dōjin-gruppen Type-Moon, och gavs ut i december 2000.
2003 gjordes en anime baserad på spelet, med titeln Shingetsutan Tsukihime, producerad av J.C. Staff och Geneon. En manga med samma namn började publiceras i följetongsformat år 2004 av Mediaworks i seinen-tidskriften Dengeki Daioh.

## Gameplay
Tsukihime fungerar som en typisk visuell roman: Spelaren läser berättelsen, och presenteras ibland olika valmöjligheter, varav vissa markant påverkar handlingen. Det finns två huvudberättelser: Near-Side Route och Far-Side Route.

## Handling
Tsukihime handlar om en tonårspojke vid namn Shiki Tohno. I sin barndom var Shiki nära att omkomma efter en olycka. Som en konsekvens av olyckan blev Shiki synsk och se "dödslinjer". Kort efter att han upptäckt sin förmåga får han ett par glasögon av en kvinna. Medan han bär dem kan han inte se linjerna och får därmed möjligheten att leva ett normalt liv. Senare upptäcker Shiki att han även kan se platserna där linjerna möts, som benämns "punkter", på objekt och människor; dessa fungerar som mer omedelbara och potenta versioner av dödslinjerna. Så småningom avslöjas det att Shiki inte enbart är kapabel att döda en människa eller förstöra ett föremål när han skär dess linjer eller sticker dess punkter, utan att han i själva verket tillintetgör offrets existens, vilket därmed resulterar i att föremålet förstörs eller att personen dör.
Spelet börjar under Shikis andra år på gymnasiet. Efter att ha tillbringat åtta år borta från Tohnofamiljen, från vilket han blev bannlyst efter sin olycka, flyttar han tillbaka till sitt egentliga hem efter sin fars bortgång. Shikis syster Akiha tar ansvaret som ny ledare av familjen och beslutar att häva Shikis förvisning och återkalla honom. Efter hand som berättelser fortsätter, upptäcker Shiki gradvis sitt förflutna och dras in i märkliga omständigheter och äventyr.

## Utgivning
I januari 2001 släpptes Tsukihime Plus-Disc, en expansion som innehåller tre sidoberättelser till spelet samt annan media. I augusti 2001 gavs uppföljaren Kagetsu Tohya ut, och i april 2003 släpptes Tsuki-Bako (月箱?  "Månlådan"), en bundling innehållande Tsukihime, en utökad version av Plus-Disc och Kagetsu Tohya, tillsammans med ett remixat soundtrack och annan media.
En inofficiell engelskspråkig översättningspatch till Tsukihime släpptes den 5 november 2006.